# Halimium voldii
Halimium voldii är en solvändeväxtart som beskrevs av Kit Tan, D. Perdetzoglou och T. Raus. Halimium voldii ingår i släktet Halimium och familjen solvändeväxter. Inga underarter finns listade i Catalogue of Life.